# 剣持章行
剣持 章行（けんもち あきゆき、旧字体：劍持章行、1790年12月8日（寛政2年11月3日）- 1871年7月27日（明治4年6月10日））は日本の数学者、和算家。諱は章行。字は成紀。号は豫山または任数堂。通称は要七。後半生は関東各地を遊歴し、香取、海上、印旛、匝瑳、常陸、武州等を中心に、約1000人の門弟を持った。

## 経歴
上野国吾妻郡沢渡（現在の群馬県中之条町）に生まれ、本業は農業。幼いころから数学を好んだ。小野榮重に師事し、1824年（文政7年）には「小野栄重門人 上毛吾妻郡澤渡邑 剣持要七郎章行」として清水寺（高崎市石原町）観音堂に算額を奉納している。1827年（文政10年）栄重から免許皆伝を与えられた。同学の川北朝隣とともに関流七伝を称された。妻を持ったが意を決して離別したとも死別したともいう。その後、江戸に出て、日下誠、内田恭などに学んだ。1839年（天保10年）ごろより遊歴を行った。1840年（天保11年）、内田恭に就いた間、『探賾算法』を書した。1859年（嘉永7年）5月、佐倉藩の数学所に呼ばれ講習を行い、測量術を稽古した。
1871年（明治4年）に下総国香取郡（古城村）鏑木の門弟の山崎平右衞門（山崎青渓）の家にて、病死した。享年82。戒名は「剣善要説居士」。両総地方にも門下が多かったという。1933年（昭和8年）4月、古城村に石碑が建立された。千葉県旭市鏑木の墓所は旭市指定史跡（1972年4月26日指定）となっている。

## 数学
数学、和算における功績では、主に『探賾算法』の著作がある。この書籍の中で、デカルトの円定理や剣持点に関する研究が行われている。

## 弟子
出典:
- 淺野廣光
- 阿曾信就
- 阿曾信睦
- 飯島利庸
- 飯島宗豊
- 飯塚徳基
- 石井治良兵衞
- 井上章男
- 伊藤芳兵衞
- 岩井是勝
- 岩井環
- 大惠田春圓十兵衛
- 大津貞忠
- 小島忠房
- 金井稠共
- 金親信良
- 木內正胤
- 木內紹齋
- 木孟孝
- 越川延壽
- 近藤安淸
- 芝野正眞
- 鈴木榮壽
- 鈴木宗邦
- 關道賢
- 高木長兵衛
- 高木道明
- 高野充叡
- 外口周禎
- 戸根木貞一
- 戸村角兵衛
- 中曽根宗邡
- 原太市郎
- 原尙方
- 福田書綿
- 宮應源右衞門
- 宮島復
- 安井満
- 安川將滿
- 山崎靑溪（靑溪 僑）

## 著書
- 1840年（天保11年）[14][3]、『探賾算法』
- 1849年（嘉永2年）[15][3]、『算法開蘊』
- 1853年（嘉永6年）[7][3]、『量地圓起方成』
- 1855年（安政2年）[3]、『量地円起方成後編』
- 1856年（安政3年）[3]、『検表相場寄算』
- 1857年（安政4年）[3]、『算法利息全書』
- 1862年（文久2年）[3]、『算法約術新編』（下:NDLJP:829193）
- 『改略暦法』『改略暦法起』[3]